# Gotlib
Pour les articles homonymes, voir Gottlieb.
Marcel Gottlieb, dit Gotlib, né le 14 juillet 1934 à Paris 14e et mort le 4 décembre 2016 au Vésinet (Yvelines), est un auteur français de bande dessinée, écrivain, dessinateur et éditeur.
Il est célèbre pour son héros Gai-Luron, pour les séries humoristiques Les Dingodossiers (réalisées avec René Goscinny) et la Rubrique-à-brac, les aventures de Superdupont dans Pilote, et aussi pour les nombreuses pages qu'il a publiées dans deux autres mensuels qu'il a cofondés dans les années 1970 : L'Écho des savanes et Fluide glacial.

## Biographie

### Origines
Marcel Mordekhaï Gottlieb est né dans le 14e arrondissement de Paris le 14 juillet 1934. Son père, Ervin Gottlieb, né le 6 août 1896 à Ceica, Bihor, en Roumanie,, est peintre en bâtiment et sa mère, Régina Berman, est couturière. Ils sont des immigrés juifs roumains et hongrois.

### Jeunesse
En septembre 1942, la police française vient arrêter Ervin Gottlieb. Celui-ci est transféré à Drancy et déporté par le convoi no 37 du 25 septembre 1942. Il aboutit au camp de travail et de concentration de Blechhammer. Il survit à l'évacuation du camp lors de la marche de la mort mais est assassiné au camp de concentration de Buchenwald le 10 février 1945,. Marcel Gottlieb, qui avait grandi dans le 18e arrondissement de Paris, allant à l'école de la rue Ferdinand-Flocon, porte l'étoile jaune. Quelques mois après l'arrestation de son mari, la mère de Marcel, prévenue de la rafle par un gendarme, réussit à le cacher ainsi que sa sœur chez des agriculteurs. Ainsi, à partir de 1942, Marcel Gottlieb vit dans une ferme à Rueil-la-Gadelière (Eure-et-Loir). À partir de 1947, il passe trois ans au château des Groux, à Verneuil-sur-Seine, sorte d’orphelinat où il découvre ce qu’il appellera plus tard les « filles du sexe opposé », et notamment Klara, une jeune fille d’origine hongroise. Cette partie de sa vie fait l'objet d'une autobiographie de jeunesse intitulée J'existe, je me suis rencontré.
En 1951 il travaille à l'OCP (Office commercial pharmaceutique) tout en suivant les cours du soir de l'École supérieure des arts appliqués Duperré dans la classe de Georges Pichard. Il trouve ensuite une place de lettreur chez Opera Mundi-Edi Monde, qu'il quitte à son retour du service militaire (qui a duré vingt-huit mois) pour tenter sa chance à son compte. Il réalise de nombreux albums à colorier, contes, livres pour enfants.

### Carrière
Marcel Gotlib a fait ses débuts dans la bande dessinée en 1962, dans le journal Vaillant, où il dessine diverses pages comme Gilou, Klop, Puck et Poil, et surtout Nanar, Jujube et Piette, série qu'il mène à bien durant six années et au sein de laquelle apparaît le personnage de Gai-Luron, dont la publication se poursuit dans Pif Gadget jusqu'en 1971.
Toujours dans les années 1960, il dessine dans Record les conférences du « professeur Frédéric Rosbif », dont certaines idées seront reprises pour le personnage du professeur Burp dans la Rubrique-à-brac. Il illustre également des livres de contes pour enfants, comme Titou fait le ménage (sous la signature des textes de J. Djament — Jacques Diament, le futur rédacteur en chef de Fluide glacial — et des dessins de Marclau — contraction de Marcel et Claudie).

#### PiloteetL'Écho des Savanes

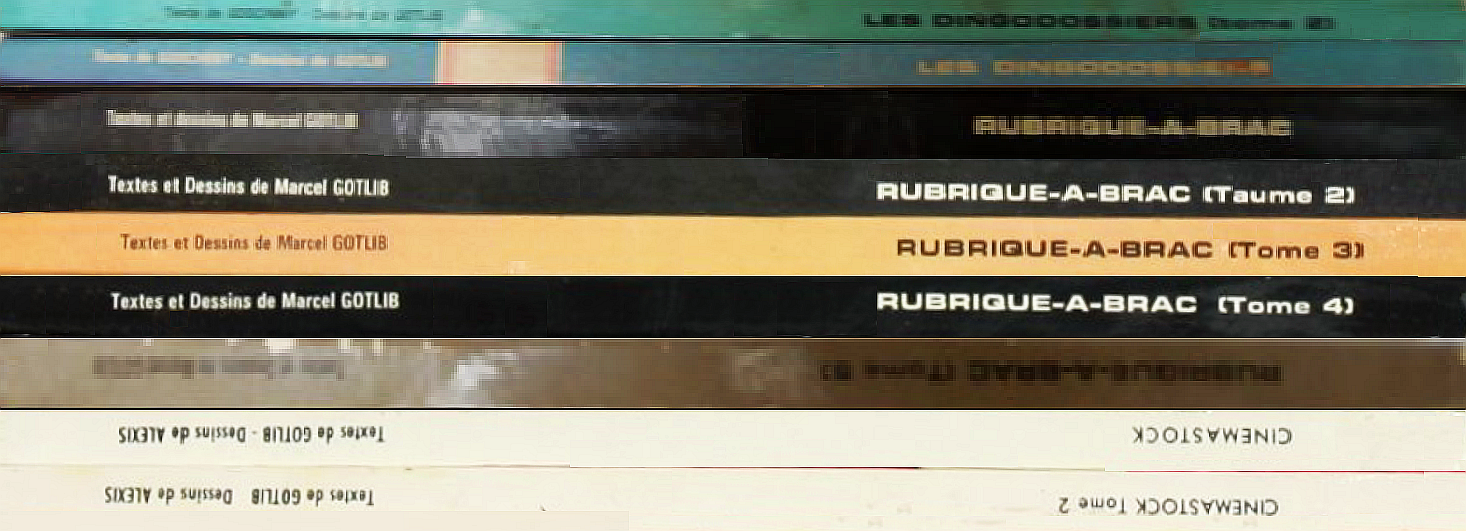
Les Dingodossiers (ici 2), La Rubrique-à-Brac (ici 5), et Cinémastock (2), par Marcel Gotlib.

En février 1965 il demande un rendez-vous au journal Pilote. Il propose une de ses planches (Le Gag) à Jean-Michel Charlier et René Goscinny, rédacteurs en chef. Enthousiasmé, Goscinny lui propose une collaboration sur une série : les Dingodossiers. Il apprécie l'humour de Gotlib, proche du magazine de BD satirique américain Mad. Après quelques albums en collaboration il estime Gotlib mûr pour créer une série en solo : ce sera la Rubrique-à-brac, petite révolution dans le monde de la BD comique. Le style et les histoires de Gotlib vont énormément évoluer : au fil des histoires, le trait du dessin se fait plus gras, plus travaillé. Gotlib s'éloigne du style de Will Elder pour se rapprocher du style de Tex Avery, les personnages sont de plus en plus déformés. Il mène pour le scénario et l'humour une expérience qu'il poursuivra jusqu'à la fin de sa carrière : la montée de l'absurde (départ calme suivi d'une évolution burlesque du faciès et des postures) et les running gags (Isaac Newton, la coccinelle…).
En 1972, un collaborateur de Pilote, ami de Gotlib, Nikita Mandryka, se voit refuser par Goscinny une histoire du Concombre masqué. Déçu, il propose alors à Gotlib de créer leur propre journal. Avec Claire Bretécher, ils lancent ainsi en 1972 L'Écho des savanes, journal soixante-huitard underground inspiré du Zap Comics de Robert Crumb. Gotlib s'y défoule en abordant tous les sujets interdits dans Pilote : la pornographie, le blasphème, la scatologie, le gore et la psychanalyse.
Gotlib offre le premier numéro de L'Écho des savanes à Goscinny. Cette parution se situe dans une atmosphère de plus en plus délétère à Pilote depuis la tentative de putsch par Jean Giraud en 1968, puis aggravée lorsque Cavanna ordonne aux dessinateurs de Charlie Hebdo de ne plus travailler pour Pilote. Goscinny, qui a toujours eu la pornographie et la scatologie en horreur, a une réaction plutôt négative. Il explique à Gotlib : « Ce n'est pas du tout mon truc. Je ne suis pas d'accord avec ce que vous avez fait là. » Gotlib tente de s'expliquer, lors d'un déjeuner puis par courrier. L'incompréhension demeure. Goscinny tient malgré tout à ce que le dessinateur continue à travailler pour Pilote. Gotlib continuera à dessiner la Rubrique-à-Brac de plus en plus irrégulièrement, jusqu'à son arrêt brutal quelques mois plus tard. Il poursuivra cependant sa collaboration avec l'hebdomadaire en créant Superdupont avec Jacques Lob, puis en signant des scénarios pour Alexis, Bretécher, Mandryka.
Quelques années plus tard, Gotlib déclare : « Goscinny n'a jamais réalisé tout le bien qu'il nous a fait. Il s'en rendait compte d'une façon superficielle, quand il disait : « Oui, c'est grâce à moi que ces petits cons sont ce qu'ils sont. » Mais intérieurement, il n'a jamais su, par exemple, que moi je savais, je sais et je dis que je lui dois tout. »

#### L'aventureFluide Glacial
Mal à l'aise avec la gestion de L'Écho des savanes, il quitte cette publication pour monter son propre journal. Le 1er avril 1975 il lance Fluide glacial, « magazine d'Umour et Bandessinées » avec son ami d'enfance Jacques Diament.
La même année il est coscénariste du film Les vécés étaient fermés de l'intérieur de Patrice Leconte avec en vedettes Coluche et Jean Rochefort.
Il apparaît aussi comme acteur, notamment au générique de L'An 01 (1973), Les Doigts dans la tête (1974), Je hais les acteurs (1986), Le Nouveau Jean-Claude (2002) et Les Clefs de bagnole (2003).
Dans son nouveau magazine Gotlib lance des bandes dessinées diverses, qui ont toutes marqué le neuvième art. On peut citer, parmi les plus célèbres, Gai-Luron, Superdupont, Rhââ Lovely, Pervers Pépère ou encore Dans la joie jusqu'au cou.
À partir des années 1980, Gotlib se consacre presque exclusivement à la rédaction de l'éditorial de Fluide Glacial, dessinant de plus en plus rarement. Il publie en 1986 son dernier album de bande dessinée, La Bataille navale ou Gai-Luron en slip. Il continue toutefois à dessiner des illustrations, notamment pour la réédition de ses albums précédents ou pour des publicités. En 1991 il obtient le grand prix de la ville d'Angoulême.
Courant 1995, après le départ à la retraite de Jacques Diament, il cède sa maison d'édition, la société Audie, qui exploite le journal Fluide glacial, à la maison Flammarion, en conservant la possibilité de rédiger les éditoriaux. Ceux-ci ont été édités en 1990 sous le titre Jactances. Le livre est publié en même temps que ses mémoires de jeunesse J'existe, je me suis rencontré.

### Fin de vie et mort
Ancien grand fumeur, il vit ensuite avec un masque nasal à oxygène. Son œuvre fait l'objet notamment d'une grande rétrospective du 29 juin au 27 octobre 2013 avec l’exposition « L’effet coccinelle », dans la chapelle Saint-Sauveur à Saint-Malo.
Il meurt le 4 décembre 2016 à l'âge de 82 ans au Vésinet, dans les Yvelines, après avoir été hospitalisé pour un accident vasculaire cérébral survenu quelques jours plus tôt. Il repose au cimetière de cette même ville, auprès de sa mère et de son fils.

## Technique
Graphiste de formation, Gotlib est en revanche autodidacte quant au dessin. S'il est très habile à la plume et au pinceau, il est maladroit au crayon. Il a donc mis au point une technique personnelle : ses crayonnés sont faits sur un carnet de croquis, puis sont recopiés à l'encre sur la planche.
Cela lui permet de faire des crayonnés « charbonneux » sans abîmer le papier d'encrage. À partir de 1965, sur les conseils de Goscinny, il travaille avec un papier spécial utilisé par les dessinateurs de Mad, plus lisse que le Canson traditionnel, permettant de faire des traits plus fins.
Plusieurs émissions télévisées de la série Tac au tac permettent de voir la technique de Gotlib. Gotlib est un maître dans les expressions des visages, il excelle dans les caricatures (de Goscinny à Beethoven) ; en revanche, il n’aime pas particulièrement dessiner les décors.

## Thèmes

### Gotlib et le judaïsme
En 2014, le Musée d'Art et d’Histoire du judaïsme, à Paris, pour son 80e anniversaire, lui consacre une exposition : Les Mondes de Gotlib. À cette occasion, l'auteur, dans un article du Monde du 13 mars 2014, explique qu'il a été plutôt surpris de l'initiative du musée : 

« Je suis avant tout athée mais, d'un autre côté, je suis juif et si je ne l'étais pas, je serais athée également. Tout ça est bien compliqué. Disons que je suis obligé de tenir compte de cette appartenance à la judéité dans la mesure où cela a été la dégringolade du côté de ma famille pendant la guerre. Cela dit, je n'ai jamais claironné que j'étais juif. Mais je ne l'ai jamais caché non plus. »

Dans son œuvre, où il a majoritairement abordé des sujets comiques, il a rarement abordé sa judéité et les drames qui se sont produits autour de lui pendant la Seconde Guerre mondiale. Il n'en parle que deux fois dans La Coulpe et Chanson aigre-douce.
La première fois, en 1969 dans Pilote, dans un épisode appelé Chanson aigre-douce. Il se rappelle l'année 1942, il avait huit ans. Il vivait à la campagne et les autres enfants lui chantaient une chanson dont il ne comprenait pas les paroles. Il ne comprenait pas non plus qu'on lui disait que, « au loin, il y avait de l'orage et que ses parents sont restés sous l'orage ». Plus âgé, il a compris les paroles et l'« orage » et déclare que sa fille aura huit ans en 1977, et il espère qu'elle ne subira jamais d'orages.

« J'ai huit ans et je vais à l'école. Un copain m'apprend une comptine. « Leblésmouti ♪ Labiscouti ♪ Ouileblésmou ♪ Labiscou. » Je ne comprends pas ce que ça veut dire… Il paraît aussi que, au loin, tout là-bas, il fait un sacré orage. Je ne comprends pas non plus. Il fait si beau, ici. Papa et maman sont restés sous l'orage, là-bas, au loin. Moi, je suis ici, à la campagne. C'est l'orage dehors au loin. Mais dans l'étable je suis bien. Silence. Obscurité. Chaleur. Aujourd'hui, le père Coudray m'a dit qu'il ne fallait plus que j'aille à l'école. À cause de l'orage. C'était en l'an de grâce 1942. L'orage a duré longtemps, mais moi, douillettement niché au fond d'une étable, bien au chaud et caressant un museau de chèvre, je m'en fichais bien. Aujourd'hui, en l'an de grâce 1969, j'ai enfin compris la comptine. Ça voulait dire : « Le blé se moud-il ? L'habit se coud-il ? Oui, le blé se moud, L'habit se coud. » J'ai également compris l'orage. »

— Extraits de Chanson aigre-douce Gotlib dans Pilote en 1969
Cette histoire est autobiographique. Il déclare dans Télérama : « Pendant l'occupation, ma mère nous avait mis en pension chez des fermiers, un peu Thénardier sur les bords. Ces gens-là gardaient plein de mômes. Au début, j'allais à l'école, mais ils m'en ont retiré pour m'envoyer garder la chèvre. Je passais mes journées avec elle. Juste au-dessus de nos têtes, il y avait des batailles aériennes. Les avions se mitraillaient et moi, j'étais là, les mains dans les poches. Un jour, en rentrant la chèvre, j'ai vu une voiture garée devant la ferme, une traction avant peinte aux couleurs de l'armée allemande, et des soldats chez mes logeurs. Je suis resté prudemment en arrière... ». L'épisode est également relaté dans son autobiographie J'existe, je me suis rencontré et dans plusieurs entretiens.
La seconde fois, en 1973 dans La Coulpe (L’Écho des savanes no 3), où il découvre le sens de l’expression « humour grinçant » arborant sur la poitrine une étoile de David.
Gotlib se sent on ne peut plus juif mais aussi « plus français que juif ». Il n'est jamais allé en Israël, ni en Hongrie. « La religion juive, je ne lui ai jamais dit adieu, ni bonjour, ni bienvenue », explique l'auteur. « Moi, la religion, que ce soit celle des juifs ou des musulmans, je trouve ça con. J'avais 14 ans quand ma mère s'est soudain rappelé que je devais faire ma bar-mitsvah. Si on m'avait demandé mon avis, j'aurais dit que ce n'était pas la peine. »
En 1993 il publie son premier récit autobiographique : J'existe, je me suis rencontré, il y raconte avec humour et délicatesse les souvenirs de cet enfant juif qui galopait entre la rue Ferdinand-Flocon et la rue Ramey, au cœur du dix-huitième arrondissement parisien.

### Gotlib et la musique
Grand amateur de musique, il dit avoir un regret : celui de ne pas avoir su rendre dans ses dessins l’émotion procurée par la musique.
Il est en particulier un grand admirateur de Georges Brassens, qu'il ne rencontra jamais, malgré l'occasion qui lui avait été donnée.
Il est amateur de musique pop et rock, en particulier des Beatles, auxquels il consacra une double page de Pilote lors de leur dissolution en 1970.
Il a dessiné la pochette du disque de picking La guitare à Dadi 3 du guitariste Marcel Dadi, lequel avait composé, en hommage à Gotlib, le morceau Marcel's Rag (présent dans le disque La guitare à Dadi 1).
De décembre 1971 à juin 1974 il créa pour le magazine de musique Rock & Folk la bande dessinée Hamster Jovial et ses louveteaux, publiée en album en 1977. Le scout Hamster Jovial y assiste souvent à des concerts de grandes vedettes de la pop music, qu'il tente de reproduire chez lui. Ainsi, de retour d'un concert de Captain Beefheart, il vomit littéralement ses tripes en imitant la voix caractéristique du chanteur ; Jethro Tull et le flûtiste Ian Anderson lui valent de se casser la jambe (Ian Anderson avait l'habitude de lever la jambe quand il jouait de la flûte).
Le 7 mai 1977 il est invité à la télévision lors de l'émission Hebdo chansons Hebdo musiques présentée par Luce Perrot, où il défend Richard Gotainer, qui n'en était alors qu'à son premier album, et était venu y chanter sa chanson Le Taquin et la Grognon.

### Gotlib et Georges Perec
Gotlib est un fervent admirateur de Georges Perec, avec qui il entretient une relation amicale, épistolaire et littéraire. L'œuvre de chaque ami est parsemée de références croisées. Ainsi, fables express et exercices de styles autour d'Isaac Newton relèvent de l'écriture à contraintes telle que Gotlib l'affectionnait et qui caractérise l'Oulipo. La similitude des parcours familiaux entre les deux auteurs ne pouvait, en outre, que les rapprocher.
Perec introduit les personnages de Bougret et Charolles dans son roman La Vie mode d'emploi (chapitre XXXIV) paru en 1978. Il cite Gotlib comme étant une de ses sources d'inspiration. Il lui a consacré un court texte, publié dans son recueil posthume Cantatrix sopranica L. (1991).

## Œuvre

### Séries principales
- Nanar, Jujube et Piette (5 tomes)

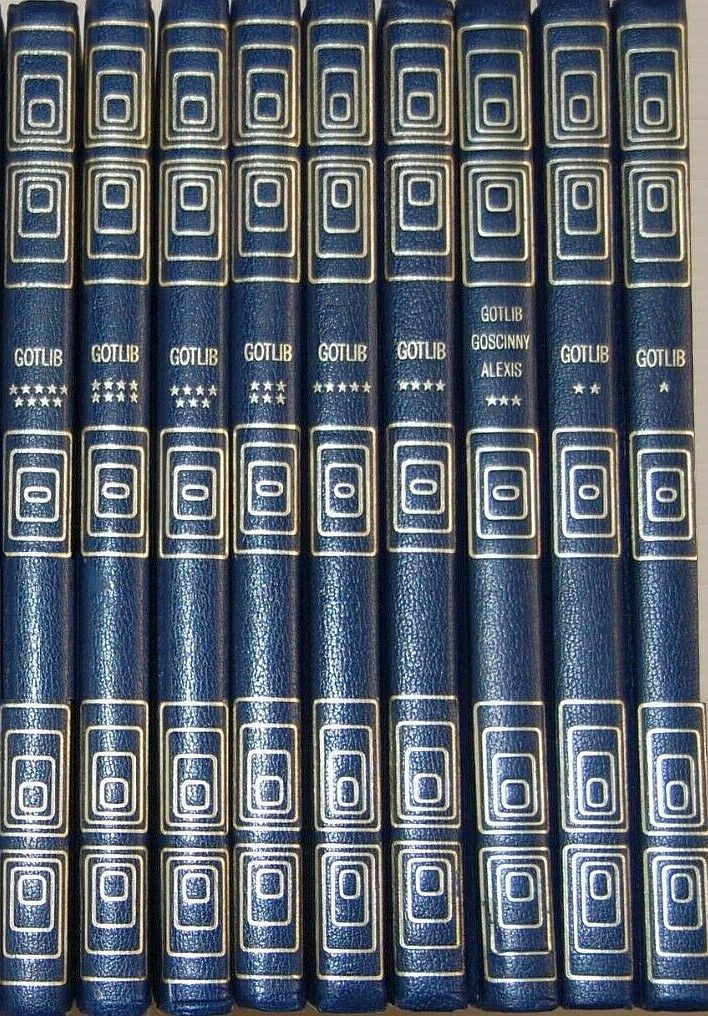
Marcel Gotlib aux éditions Rombaldi.

Publiée dans le journal Vaillant. Le style de Gotlib est très inspiré par celui de Franquin. C'est là qu'on voit les premières apparitions du chien Gai-Luron.
- Gai-Luron (13 tomes)

Seconde série publiée dans Vaillant, série dérivée de la précédente. Gotlib y rend hommage au Droopy de Tex Avery. Le dessin sera peu à peu délégué à d'autres artistes. Les trois derniers albums ont été publiés dans le journal Fluide glacial.
- Les Dingodossiers (4 tomes)

Scénarisée par René Goscinny pour le journal Pilote. Cette série est inspirée du Mad Magazine, Gotlib revendique l'américain Will Elder comme son troisième maître.
- Rubrique-à-brac (6 tomes)

Série publiée dans Pilote, basée sur les pastiches. Gotlib progresse en anatomie en s'inspirant de l'Américain Burne Hogarth à qui il rend hommage en dessinant de nombreuses parodies de Tarzan. Son style se rapproche progressivement du Cartoon, avec des personnages de plus en plus déformés.
- Rhââ Lovely (3 tomes)

Série publiée dans la première formule de L'Écho des savanes, qui était à la base un fanzine underground, libéré de toute forme de censure, et dans Métal hurlant, également interdit aux mineurs. Gotlib y rend hommage au style « porno-comique » de l'Américain Robert Crumb. Cette série est restée interdite aux mineurs jusqu'au décès de l'auteur.
- Cinémastock (2 tomes)

Série dessinée par Alexis pour le journal Pilote. Gotlib y parodie le grand cinéma et la grande littérature.
- Superdupont (7 tomes)

Parodie des super-héros américains, publiée dans Pilote et Fluide Glacial, coscénarisée avec notamment Jacques Lob et Lefred-Thouron. Gotlib ne dessinera que peu d'histoires, la plupart ont été exécutées par Jean Solé. Parmi les dessinateurs on peut aussi nommer Alexis, François Boucq, Daniel Goossens, Al Coutelis ou encore Neal Adams. D'autres dessinateurs ont réalisé quelques histoires hors-série, comme Maëster ou Harvey Kurtzman.
- Rhâ-Gnagna (2 tomes)

Série à pastiches thématiques, publiée dans Fluide Glacial. Le premier tome parodie la culture populaire, le second la culture noble. Le troisième tome devait parodier les émissions télé mais restera inachevé pour cause de dépression à la suite du décès de la mère de l'auteur. Des extraits ont été publiés dans le tome 3 des Dingodossiers (réunissant des inédits) et dans le hors série de Fluide Glacial Salut patron.

### One-shots
- Hamster Jovial et ses louveteaux, publié dans le magazine Rock'n'Folk.
- Dans la joie jusqu'au cou, dessinée par Alexis pour le magazine Actuel.
- Pervers Pépère, pour le magazine Fluide Glacial.

### Distinctions
- 2000 :  Chevalier de la Légion d'honneur
- 1990 :  Officier de l'ordre des Arts et des Lettres
  - 1975 :  Chevalier de l'ordre des Arts et des Lettres

### Récompenses
- 1969 : Prix Phénix du Meilleur scénariste comique à Paris, pour Gai-Luron
- 1971 : Prix Phénix pour l'Ensemble de son œuvre à Paris
- 1972 : Mad Award (Prix du Délire graphique) de la National Cartoonists Society à New York
- 1976 : prix du meilleur album au festival d'Angoulême pour Gai-Luron
- 1981 : Grand Prix de la ville de Hyères pour l'Ensemble de son œuvre
- 1985 : Prix d'Honneur pour l'Ensemble de son œuvre au festival de Sierre
- 1990 : fait Docteur Bédéis Causa au Québec (Montréal)
- 1991 : Grand prix de la ville d'Angoulême
- 2001 : Prix Raymond-Poïvet à Angoulême
- 2007 : Grand Prix Saint-Michel[30]

### Hommages
Gotlib apparaît plusieurs fois dans des planches de la série Achille Talon.
L'astéroïde découvert en 2005 par Jean-Claude Merlin a été nommé (184878) Gotlib en son honneur,.
En 2008, aux éditions Dargaud, un recueil hommage intitulé Rubrique Abracadabra, dessiné par « tous les caïds de la BD » (sauf Gotlib) » : Maëster, Solé, Mandryka, Edika, Zep...
La bibliothèque municipale du Vésinet, où il habitait depuis des décennies, porte depuis le 5 octobre 2018 le nom de bibliothèque Marcel-Gotlib.

### Expositions
Grand Prix de la ville d'Angoulême 1991, Gotlib se voit consacrer une importante exposition rétrospective lors du festival d'Angoulême 1992. Son commissaire général est Yves Poinot assisté de cinq personnes dont Bruno Léandri pour la conception et la scénographie.
En août 2013, la ville de Saint-Malo organise une rétrospective de son œuvre.
À l'occasion de son 80e anniversaire, le musée d'Art et d'Histoire du judaïsme lui consacre une exposition de mars à juillet 2014,. Cette même exposition est ensuite présentée au Musée juif de Belgique du 14 novembre 2014 au 8 mars 2015.

## Publications

### Bande dessinée

#### Périodiques
- Récits courts dans Vaillant, 1962-1969.
- Nanar, Jujube et Piette, dans Vaillant, 1962-1965.
- Puck et Poil, dans Vaillant, 1963.
- Klop, dans Vaillant, 1963-1964.
- Professeur Frédéric Rosebif, dans Record, 1965.
- Récits courts dans Pilote, 1965-
- Les Dingodossiers (dessin), avec René Goscinny, dans Pilote, 1965-1967.
- Gai-Luron, dans Vaillant puis Pif Gadget, 1966-1971.
- La Rubrique-à-brac, dans Pilote, 1968-1974.
- Actualités, dans Pilote, 1968-1971.
- Fable-express, dans Super Pocket Pilote, 1968-1969.
- Clopinettes (scénario), avec Nikita Mandryka (dessin), dans Pilote, 1970-1973.
- Récits courts avec Alexis (dessin), dans Pilote, 1972-1974.
- Récits courts dans L'Écho des savanes, 1972-1974.
- Momo le morbaque, dans L'Écho des savanes, 1973-1974.
- Superdupont (dessin), avec Jacques Lob (scénario), dans Pilote, 1972.
- Fable-express (scénario), avec divers auteurs, dans Pilote, 1974-1977.
- Trois récits courts dans Métal hurlant, 1975 et 1980.
- Récits courts dans Fluide glacial, 1975-1980 et 1984-1986.
- La Publicité dans la joie (scénario), avec Alexis (dessin), dans Fluide glacial, 1975-1976.
- Superdupont dans Fluide glacial, 1975.
- Pervers pépère, dans Fluide glacial, 1976-1979.
- Superdupont (scénario), avec Jacques Lob (scénario) et Alexis (dessin), dans Fluide glacial, 1977.
- Allez coucher, sales bêtes ! (scénario), avec René Hausman (dessin), dans Fluide glacial, 1977.
- Superdupont (scénario), avec Jacques Lob (scénario), Solé et divers dessinateurs (dessin), dans Fluide glacial, 1979-1985 et 1992.
- Charolles et Barsacq. Le Crime était presque parfait à un poil près (scénario), avec Daniel Goossens (dessin et scénario), dans Fluide glacial, 1980.
- Gai-Luron en slip, dans Fluide Glacial, 1984-1986.
- « Vive la Gaule » (dessin), avec Richard Gotainer (texte), dans Fluide glacial, 1988.
- Superdupont (scénario), avec Lefred-Thouron (scénario) et Solé (dessin), dans Fluide glacial, 2006-2011.

#### Albums
- Les Dingodossiers (dessin), avec René Goscinny (scénario), 3 volumes, 1967-1992; rééd.: 1 vol.: 2011 Éd.: Dargaud,  (ISBN 2205055542).
- Rubrique-à-brac, Dargaud, 5 volumes, 1970-1974.
- Cinémastock (scénario), avec Alexis (dessin), Dargaud, 2 volumes, 1974-1975.
- Clopinettes (scénario), avec Mandryka (dessin), Dargaud, 1974.
- Hamster Jovial et ses louveteaux, Éditions du fromage, 1974.
- Gai-Luron, Audie, coll. « Fluide glacial », 10 volumes, 1975-1982.
- Trucs-en-vrac, Dargaud, 2 volumes, 1977-1985.
- Dans la joie jusqu'au cou (scénario), avec Alexis (dessin), Audie, coll. « Fluide glacial », 1978.
- Rhâ-GnaGna, Audie, coll. « Fluide glacial », 2 volumes, 1979-1980.
- Superdupont (scénario avec Jacques Lob puis Lefred-Thouron), avec Alexis, Solé et al. (dessin), Audie, coll. « Fluide glacial », 6 volumes, 1979-2008.
- Rhââ Lovely, Audie, coll. « Fluide glacial », 3 volumes, 1980-1988.
- Gotlib, Rombaldi, 9 volumes, 1980-1989.
- Pervers Pépère, Audie, coll. « Fluide glacial », 1981.
- La bataille navale… ou Gai-Luron en slip, Audie, coll. « Fluide glacial », 1986.
- Slowburn (scénario), avec André Franquin (dessin), Comixland, 1989.
- Pop et Rock et Colégram (dessin avec Solé) et Dister (texte), Audie, coll. « Fluide glacial », 1993.
- Quelques pages dans Allez coucher sales bêtes (scénario), avec René Hausman (dessin), Dupuis, 2002.
- Inédits, Dargaud, 2004.  (ISBN 2205055917)
- Nanar, Jujube et Piette, Glénat, 2006. Édition intégrale.
- Gai-Luron ou la joie de vivre. Les Inédits, La Vache qui médite, 2012.
- Gotlib de Pilote à Fluide glacial, Paris/Éditions Audie-"Fluide glacial", Audie et Dargaud, 2014, 120 p. (ISBN 978-2-35207-521-9)

### Illustration
- L'Invité de la forêt, Lito, non daté. Sous le nom « Marclau ».
- Émery et le jouet magique, Albon, 1960. Sous le nom « Gottlieb ».
- J'apprends à dessiner, Willeb, 1961. Sous le nom « MarGot ».
- Lire au cours moyen 2e année, Rossignol, 1963.
- Le langage au cours élémentaire, Rossignol, 1964.
- Tac au Tac de Jean Frapat, Balland, 1973.
- Stephen Pile, Le Livre des bides, Éditions du Cygne, 1982.
- Richard Gotainer, Vive la Gaule, 1987. Illustrations d'un livre-album avec Albert Uderzo.
- Marie-Ange Guillaume, Rubrique-à-brac Gallery, Dargaud, 1997.
- Annie Pastor, Les Drôles de bestioles de Gotlib, Hugo et compagnie, coll. « Les Cahiers BD décapants et instructifs », 2010.

### Textes
- Gotlib, de Numa Sadoul, Éditions Albin Michel, 1974. Interview.
- Éditorial de Fluide glacial, 1975-2000.
- Écrits fluides, rires glaciaux, J'ai lu, 1992. Recueils d'éditoriaux de Fluide glacial.
- Sur les traces de Marcel Gotlib, de Yves Frémion et autres, Dargaud, 1992.
- J'existe, je me suis rencontré, Flammarion, 1993. Autobiographie. Réédition chez Dargaud en 2014.
- Jactances, Audie, 2 volumes, 1998-1999. Recueils d'éditoriaux de Fluide glacial.
- Ma vie-en-vrac (avec Gilles Verlant), Flammarion, 2006. Interview.
- Les Éditos de Gotlib, Fluide glacial, sous la direction de Gérard Viry-Babel, 2023. Recueil commenté d'éditoriaux de Fluide glacial.

## Discographie
- Gotlib a écrit deux chansons, Je suis un mauvais Français et Les Bougresses, qui ont été éditées sur un 45 tours dans les années 1970 : Albert Montias Chante Gotlib[38]. Ce disque a une pochette dépliante avec une BD originale de Gotlib illustrant la chanson Les Bougresses.
- Gotlib et son épouse ont participé aux chœurs de Gare au Gorille, une reprise de Brassens interprétée par Pierre Richard en 1996 dans un disque hommage : Ils chantent Brassens (1996).

## Filmographie

### Coscénariste
- 1969 : Le Boueux de mon enfance (r-à-b tome 1, p. 94-95), de Yves Kovacs, court-métrage pour l'émission Coda de Jean Frapat (tac au tac) (télévision, 2e chaîne française)
- 1976 : Les vécés étaient fermés de l'intérieur de Patrice Leconte
- 1988 : Bonjour l'angoisse de Pierre Tchernia
- 1991 : Strangers dans la nuit de Sylvain Madigan (TV)
- 1993 : Piège à sons de Philippe Dorison

### Acteur
- 1970 : Tout à la plume, rien au pinceau (autre titre : And my name is Marcel Gotlib) de Patrice Leconte (son 1er film - 26 min)
- 1971 : Le Laboratoire de l'angoisse de Patrice Leconte (Un chimiste)
- 1973 : L'An 01 de Jacques Doillon (un gardien de prison)
- 1974 : Les Doigts dans la tête de Jacques Doillon
- 1986 : Je hais les acteurs de Gérard Krawczyk (Barman)
- 2002 : Le Nouveau Jean-Claude de Didier Tronchet
- 2003 : Les Clefs de la bagnole de Laurent Baffie
- 2006 : Belgique for sale (sans le “t”) de Stefan Liberski et Frédéric Jannin (moyen métrage de BeTV, 44 min 30 s) (Ferdinand Dupont)

### Dessinateur
- 1972 : Le Viager de Pierre Tchernia. Il réalise la séquence animée de description du principe du viager dans un style enfantin (dessin à la craie sur une ardoise, crédité au générique par la mention : « dessins du petit Gotlib »). Il s'auto-pastichera en effectuant l'opération inverse sur le même sujet dans la Rubrique à brac.

- 1974 : La Première Folie des Monty Python - ou Pataquesse en 1re exploitation française -, premier film des Monty Python, dont l'affiche représente quelques scènes dessinées issues du film.
- 1982 : Elle voit des nains partout ! de Jean-Claude Sussfeld. Il dessine l'affiche du film avec la complicité du dessinateur Solé.

### Dessins animés
- 1993 : La Coccinelle de Gotlib, série de 25 gags de 46 secondes chacun, produits par Dargaud Films et Fantôme Animation pour Canal+, repris en VHS en 1995 (20 min), et conçus à partir des œuvres picturales des musées du Louvre, d'Orsay et des Beaux-Arts de Belgique. Ils sont présentés par Michel Lieuré et Gotlib, producteurs délégués.

## Émissions radio
- 1969-70 : Le Feu de camp du dimanche matin sur Europe 1, avec René Goscinny, Fred et Gébé. 13 émissions

#### Monographies
- Jacques Diament, Fluide Glacial, Gotlib… et moi, Paris, L'Harmattan, 2010.
- Yves Frémion, Sur les traces de Marcel Gotlib, Paris/Barcelone/Bruxelles, Dargaud, 1992, 64 p. (ISBN 2-205-04120-7).
- Gotlib (interviewé) et Numa Sadoul (intervieweur), Gotlib, Paris, Albin Michel, coll. « Graffiti », 1974, 125 p. (ISBN 2-226-00037-2).
- Gotlib, J'existe, je me suis rencontré, Flammarion, 1993.
- Gotlib et Gilles Verlant, Ma vie en vrac, Flammarion, 2006, 280 p. (ISBN 978-2-08-069071-5).
- Thierry Groensteen, Gotlib : Un abécédaire, Bruxelles, les Impressions nouvelles, 2019, 230 p. (ISBN 978-2-87449-646-2).
- Anne Hélène Hoog (dir.), Les Mondes de Gotlib, Paris, Musée d'art et d'histoire du judaïsme et Dargaud, 2014 (ISBN 978-2205-07339-3).
  - Laurent Martin, « Gotlib dans le monde de la presse BD », dans Anne Hélène Hoog (dir.), Les Mondes de Gotlib, Paris, Musée d'art et d'histoire du judaïsme et Dargaud, 2014 (ISBN 978-2205-07339-3), p. 52-75.
  - Maxime Préaud, « Gotlib, une mélancolie rouge avec des points noirs », dans Anne Hélène Hoog (dir.), Les Mondes de Gotlib, Paris, Musée d'art et d'histoire du judaïsme et Dargaud, 2014 (ISBN 978-2205-07339-3), p. 76-95.
  - Jean-Claude Kuperminc, « La Petite Musique de Marcel Gotlieb », dans Anne Hélène Hoog (dir.), Les Mondes de Gotlib, Paris, Musée d'art et d'histoire du judaïsme et Dargaud, 2014 (ISBN 978-2205-07339-3), p. 96-121.
  - Jean-Claude Kuperminc, « Guiguitte Yomtove et ses amis : les yiddishismes chez Gotlib », dans Anne Hélène Hoog (dir.), Les Mondes de Gotlib, Paris, Musée d'art et d'histoire du judaïsme et Dargaud, 2014 (ISBN 978-2205-07339-3), p. 122-131.
  - Serge Bromberg, « La Coccinelle et le Cinématographe », dans Anne Hélène Hoog (dir.), Les Mondes de Gotlib, Paris, Musée d'art et d'histoire du judaïsme et Dargaud, 2014 (ISBN 978-2205-07339-3), p. 132-151.
- Jean Maiffredy, L'Esthétique anamorphique de Gotlib, Toulouse, Amis de la bande dessinée, 1974 (BNF 34611976). Supplément à Haga no 12-13.
- Rodolphe Massé, Gotlib, Paris, Le Monde, coll. « Les Grandes Signatures de la BD », 7 juillet 2022, 98 p. (ISSN 0395-2037). Hors série édité par Le Monde.
- Numa SADOUL, Entretiens avec Gotlib, Paris, Dargaud, « Biographie », 2018 (reprise remaniée du livre de 1974)  (ISBN 978-2-205-07872-5)

#### Articles
- Antonio Altarriba, « Le Cahier de Gotlib : de l'autre côté de la planche », 9e Art, no 1,‎ janvier 1996, p. 38-47.
- Chantale Anciaux, « Pudeur de l'exhibitionniste », Les Cahiers de la bande dessinée, no 80,‎ mars 1988, p. 106-7.
- Maxime Decout, « Portrait à la case manquante. Perec-Gotlib », Caricatures de la vie littéraire, D. Martens & É. Sermier (dir.), Histoires littéraires 86, 2021.
- Philippe Marion, « Les Bulles de l'absurde », Les Cahiers de la bande dessinée, no 80,‎ mars 1988, p. 90-105.
- Philippe Marion, « Guide de lecture », Les Cahiers de la bande dessinée, no 80,‎ mars 1988, p. 110-113.
- Florence Plet, « ‘My name is Gotlib’ : Au Nom du Père », in Littérature et linguistique : diachronie / synchronie – Autour des travaux de Michèle Perret, D. Lagorgette et M. Lignereux (dir.), CD-Rom, Chambéry, Université de Savoie, 2007.
- Florence Plet, « Chanson aigre-douce de Gotlib : violence de l’écriture en bande dessinée », dans Violence et écriture, violence de l’affect, voix de l’écriture, S. Bazile et G. Peylet  (dir.), coll. Eidôlon 81, Pessac, Presses Universitaires de Bordeaux, 2008.
- Florence Plet, « Une amitié scientifique et littéraire : Perec et Gotlib, artiste peintre », Europe, n° 993-994, n° spécial Georges Perec, Maxime Decout (dir.), 2012, p.223-231.
- Matthew Screech, « Gotlib's Progress », Belphegor, IV, 1, 2004.

#### Interviews
- Gotlib (interviewé) et Claude Moliterni (intervieweur), « Gotlib », Phénix, no 8,‎ 1968, p. 17-21.
- Gotlib (interviewé) et Claude Moliterni (intervieweur), « Gotlib », Phénix, no 18,‎ 3e trim. 1971, p. 3-20.
- Gotlib (interviewé) et Philippe Marion (intervieweur), « Entretien avec Marcel Gotlib », Les Cahiers de la bande dessinée, no 80,‎ mars 1988, p. 71-89.
- Gotlib (interviewé) et Frédéric Bosser (intervieweur), « Gotlib forever », dBD, no 3,‎ juin 2006, p. 10-17.

Autobiographie.

### Vidéographie
- Jacques Pessis, Le Monde de Gotlib, 2005.
- Les Mondes de Gotlib, sur akadem.org, 2014.